# Devin Ratray
Devin Ratray (New York, 11 gennaio 1977) è un attore statunitense.
È noto soprattutto per aver interpretato il ruolo di Buzz McCallister nei film Mamma, ho perso l'aereo (1990), Mamma, ho riperso l'aereo: mi sono smarrito a New York (1992) e Home Sweet Home Alone - Mamma, ho perso l'aereo (2021).

## Biografia
Ratray nacque a New York ed è figlio degli attori Ann Willis e Peter Ratray. Cominciò a lavorare nel mondo del cinema all'età di nove anni, nel film Io vi salverò (1986). Nella sua gioventù, fu protagonista in vari programmi televisivi e film, ottenendo il suo più grande successo nel 1990, nella parte di Buzz McCallister in Mamma, ho perso l'aereo, ruolo ripreso anche nel seguito del 1992 Mamma, ho riperso l'aereo: mi sono smarrito a New York.
Ratray svolse ruoli minori in Dennis la minaccia (1993), nel ruolo di Michael ed un episodio di New York Undercover, The Enforcers, nel ruolo di Martin (1996). Un ulteriore ruolo cinematografico fu Un principe tutto mio (2004). Ratray fu anche protagonista del programma Damage Control, di MTV.
Ratray apparve il 29 settembre 2006 in un episodio di Law & Order - I due volti della giustizia dal titolo Omicidio in rete, interpretando il ruolo di Mitchell Pauley. Ha poi recitato nel film Slippery Slope (2006) e successivamente, nel ruolo di Jimmy Link, in Serial (2007).
Verso la fine del 2007, una troupe cinematografica e documentaristica seguì Ratray a fianco del segretario Condoleezza Rice; in quell'occasione suonò, per Rice canzoni d'amore al fine di corteggiarla ed insieme viaggiarono a New York, nell'Alabama, a Denver, a Palo Alto e a Washington. Il film risultante, Courting Condi, fu distribuito nell'autunno 2008.
Nel 2009 ha un ruolo minore ne Il mondo dei replicanti ed è guest star in un episodio della quinta serie di Supernatural. Nel 2013 appare in Nebraska.
Devin Ratray fa inoltre parte di un gruppo musicale da lui stesso formato, chiamato Little Bill and the Beckleys, dove è cantante e chitarrista.

## Filmografia

### Cinema
- Io vi salverò (Where Are The Children?), regia di Bruce Malmuth (1986)
- Piccoli mostri (Little Monsters), regia di Richard Greenberg (1989)
- Mamma, ho perso l'aereo (Home Alone), regia di Chris Columbus (1990)
- Mamma, ho riperso l'aereo: mi sono smarrito a New York (Home Alone 2: Lost in New York), regia di Chris Columbus (1992)
- Dennis la minaccia (Dennis the Menace), regia di Nick Castle (1993)
- Un principe tutto mio (The Prince and Me), regia di Martha Coolidge (2004)
- Slippery Slope, regia di Sarah Schenck (2006)
- Serial, regia di Kevin Arbouet e L. J. Strong (2007)
- Courting Condi, regia di Sebastian Doggart (2008)
- Il mondo dei replicanti (Surrogates), regia di Jonathan Mostow (2009)
- Elevator, regia di Stig Svendsen (2011)
- R.I.P.D. - Poliziotti dall'aldilà (R.I.P.D.), regia di Robert Schwentke (2013)
- Nebraska, regia di Alexander Payne (2013)
- Blue Ruin, regia di Jeremy Saulnier (2013)
- The Lennon Report, regia di Jeremy Profe (2016)
- Masterminds - I geni della truffa (Masterminds), regia di Jared Hess (2016)
- Le ragazze di Wall Street - Business Is Business (Hustlers), regia di Lorene Scafaria (2019)
- Home Sweet Home Alone - Mamma, ho perso l'aereo (Home Sweet Home Alone), regia di Dan Mazer (2021)
- Kimi - Qualcuno in ascolto (Kimi), regia di Steven Soderbergh (2022)

### Televisione
- Heartland – serie TV, 10 episodi (1989)
- Law & Order - I due volti della giustizia (Law & Order) – serie TV, episodi 5x14-17x02 (1995, 2006)
- New York Undercover – serie TV, episodio 2x22 (1996)
- Law & Order: Criminal Intent – serie TV, episodio 4x06 (2004)
- Supernatural – serie TV, episodio 5x09 (2009)
- Law & Order - Unità vittime speciali (Law & Order: Special Victims Unit) - serie TV, episodio 12x12 (2011)
- The Tick – serie TV, 15 episodi (2017-2019)
- Mosaic – miniserie TV, 7 puntate (2017-2018)
- Blue Bloods – serie TV, episodio 7x17 (2017)
- Chicago Med – serie TV, 4 episodi (2018)
- Better Call Saul – serie TV, episodio 6x11 (2022)

### Web Serie
- GiGi TV Show 2 - Gli anni d'oro, regia di Luigi Addate (2023) - 7º episodio [1]

## Doppiatori italiani
Nelle versioni in italiano delle opere in cui ha recitato, Devin Ratray è stato doppiato da:
- Fabrizio Vidale ne Il mondo dei replicanti, Supernatural, R.I.P.D. - Poliziotti dall'aldilà, Mosaic, Home Sweet Home Alone - Mamma, ho perso l'aereo
- Giorgio Milana in Mamma, ho perso l'aereo, Mamma, ho riperso l'aereo: mi sono smarrito a New York
- Francesco Pezzulli in Dennis la minaccia
- Roberto Accornero in Law & Order: Criminal Intent
- Roberto Draghetti in Nebraska
- Manfredi Aliquò in Breaking Point
- Marco Guadagno in Effetti collaterali
- Corrado Conforti in Law & Order - Unità vittime speciali
- Giulio Pierotti in Person of Interest
- Luigi Ferraro in Masterminds - I geni della truffa
- Mauro Magliozzi in Agent Carter
- Stefano Alessandroni in Blue Bloods
- Marco Baroni in Hawaii Five-0
- Marco Benvenuto in The Good Fight
- Simone Mori ne Le ragazze di Wall Street - Business Is Business
- Alessandro Quarta in Better Call Saul